# L'Artigiano
«L'Artigiano» (укр. «Майстер») — пісня італійського співака і кіноактора Адріано Челентано 1981 року.

## Про пісню
Пісня була п'ятим треком альбому Адріано Челентано «Deus» 1981 року, який був збіркою кавер-версій (триб'ют-альбом) італійською до пісень англомовних виконавців. Надалі пісня не була включена до жодної збірки співака. 

## Складова
Музика пісні була виконана в жанрі поп-рок. Пісня є італомовною кавер-версією композиції «High time we went» з репертуару Джо Кокера. Авторами оригіналу були Джо Кокер і Кріс Стейнтон, а Челентано став автором італомовного тексту, музику створив — Пінуччіо Піраццолі. Текст пісні торкався теми самотності і нестачі спілкування.

## Телебачення
До цієї пісні існує телевистава, які демонструвалася Челентано в передачі «Трохи артист, трохи ні» на каналі Rai 1 у 1981 році. Також цю пісню Челентано виконував разом з Джо Кокером на телешоу «Francamente me ne infischio» у жовтні 1999 року, також на телеканалі Rai 1.

## Сингл
1981 року пісня «L'Artigiano» випускалася як LP-сингл в Італії лейблом «Clan Celentano» і в Нідерландах, Німеччині, Франції та Австрії лейблом «Ariola».

### Трек-лист
| Італійський 7-дюймовий LP (Clan Celentano — CLN 10326) 1981 рік A L'Artigiano (1a Parte) — 3:41 B L'Artigiano (2a Parte) — 3:43 Італійський 7-дюймовий LP (Clan Celentano — YD 587) 1981 рік A L'Artigiano (1a Parte) — 3:41 B L'Artigiano (2a Parte) — 3:43 Нідерландський 7-дюймовий LP (Ariola — 103 256, Ariola — 103 256—100) 1981 рік A L'Artigiano (Part I) — 3:41 B L'Artigiano (Part II) — 3:43 Австрійський 7-дюймовий LP (Ariola — 103 256, Ariola — 103 256—100) 1981 рік A L'Artigiano (Part I) — 3:41 B L'Artigiano (Part II) — 3:43 | Німецький 7-дюймовий LP (Ariola — 103 256, Ariola — 103 256—100) 1981 рік A L'Artigiano (Part I) — 3:41 B L'Artigiano (Part II) — 3:43 Французький 7-дюймовий LP (Ariola — 102 812) 1981 рік A Mi Fanno Ridere — 4:23 B L'Artigiano (Part II) — 3:43 Німецький 12-дюймовий LP (Ariola — 600391-213) 1981 рік A Deus — 5:38 B L'Artigiano (Part II) — 7:12 Німецький 12-дюймовий LP (Ariola — 600 391, Ariola — 600 391—213) 1981 рік A Deus — 5:38 B L'Artigiano (Part II) — 7:12 |